# Ormoy-le-Davien

Ormoy-le-Davien este o comună în departamentul Oise, Franța. În 1 ianuarie 2022 avea o populație de 371 de locuitori.